# Radar secondario di sorveglianza

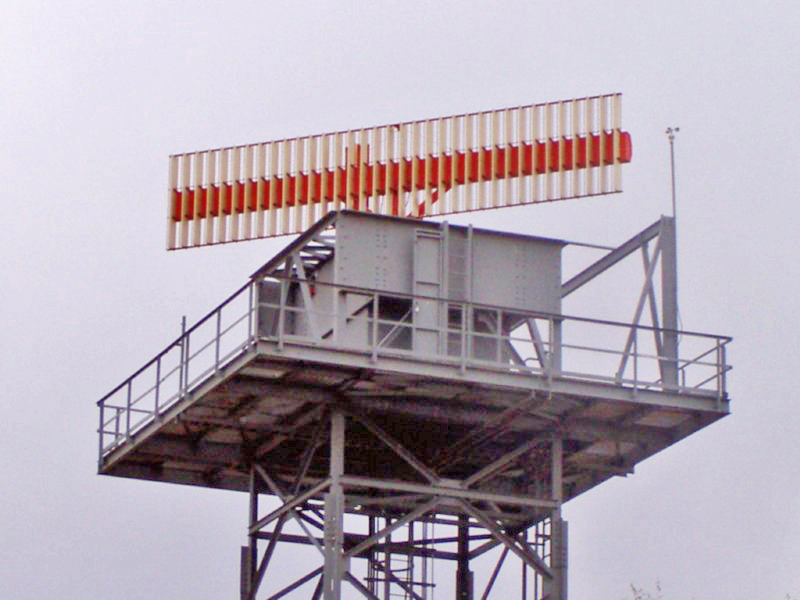
Antenna di un radar SSR presso l'aeroporto militare tedesco "Neubrandenburg" (ETNU)

Il radar secondario di sorveglianza (SSR - Secondary Surveillance Radar) è lo strumento principale per l'esercizio del controllo del traffico aereo. A differenza del radar primario (PSR - Primary Surveillance Radar), che funziona ricevendo il segnale riflesso dal velivolo, il radar secondario richiede la collaborazione attiva dell'aeromobile che deve ricevere il segnale e rispondere con un altro segnale.
A tale compito è preposto un congegno detto transponder che riceve l'interrogazione del radar secondario e invia una risposta. Il transponder invia dati codificati che permettono di conoscere in genere la quota e l'identità dell'aereo. Il radar SSR è basato sulla tecnologia di identificazione IFF (identification friend or foe) sviluppata durante la seconda guerra mondiale e i due sistemi sono tuttora compatibili.

## Sviluppo
Il rapido sviluppo del radar durante il periodo bellico ebbe ovvie ricadute sul controllo del traffico aereo come strumento per la continua sorveglianza della posizione degli aeromobili. Una precisa conoscenza della loro disposizione avrebbe permesso il superamento del controllo procedurale e una riduzione degli standard di separazione, con un aumento dell'efficienza del sistema di aerovie.
Il primo tipo di radar sviluppato, ora chiamato radar primario, ha il vantaggio di rilevare e determinare la posizione di qualunque bersaglio, non cooperante, che rifletta i segnali radio. Nonostante il vantaggio della non-cooperazione del bersaglio, che deve essere solo nel raggio di portata e in linea di vista, il radar primario è limitato dalla non identificazione del bersaglio. Quando il radar primario era l'unico esistente, l'identificazione era possibile solo attraverso la conoscenza da parte del controllore delle manovre in atto.
Il bisogno di identificare i bersagli facilmente e con sicurezza portò allo sviluppo della tecnologia bellica del sistema IFF, che fu creato come strumento per distinguere gli aerei amici dai nemici. Tale strumento, che divenne noto nella sua applicazione civile come radar secondario di sorveglianza (SSR) o, negli Stati Uniti, come air traffic control radar beacon system (ATCRBS), si basa su uno strumento a bordo dell'aereo detto transponder. Il transponder è un ricevitore e trasmettitore radio operante alle frequenze del radar. Il transponder dell'aeromobile bersaglio risponde ai segnali dell'interrogatore, l'SSR, trasmettendo una risposta codificata contenente le informazioni richieste.
Sia l'applicazione civile SSR sia il sistema militare IFF sono divenuti molto più complessi dei loro antenati sviluppati durante la guerra, ma rimangono compatibili e consentono agli aerei militari di operare nello spazio aereo civile come aviazione generale. I recenti sistemi SSR di Modo S consentono lo scambio di numerose informazioni e la comunicazione tra aeromobili per l'implementazione dei sistemi anti-collisione. I sistemi IFF comunicano in maniera criptata per evitare l'identificazione o l'imitazione da parte del nemico, e vengono utilizzati su tutti i tipi di piattaforme militari, inclusi veicoli terrestri e natanti.

## SSR tradizionale
Il radar SSR tradizionale lavora su una frequenza di interrogazione di 1 030 MHz, mentre le risposte del transponder sono su una portante a 1 090 MHz. La portata garantita deve essere compresa tra 1 NM e 200 NM (circa 370 km).
L'interrogazione del radar è costituita da due "parentesi" dette P1 e P3 di durata di 0,8 µs. La distanza tra le due parentesi determina il modo d'interrogazione. In Modo A è richiesta l'identità, e la distanza tra P1 e P3 è di 8 µs. In Modo C è richiesta la quota, e la distanza è di 21 µs.
| Modo | Δ      | utenti          | contesto       |
| ---- | ------ | --------------- | -------------- |
| 1    | 3 µs   | militari        | sicurezza      |
| 2    | 5 µs   | militari        | sicurezza      |
| 3/A  | 8 µs   | militari/civili | identità       |
| B    | 17 µs  | civili          | identità       |
| C    | 21 µs  | civili          | quota          |
| D    | 25 µs  | civili          | non assegnato  |
| S    | 3,5 µs | militari/civili | polifunzionale |

Il pattern d'antenna del radar secondario è fortemente direzionale, per cui il guadagno d'antenna è molto elevato lungo la direzione di puntamento. Comunque la potenza è irradiata anche lungo altre direzioni, sui lobi laterali. Può quindi accadere che aerei vicini ricevano potenza sufficiente sul loro transponder. Per evitare l'interrogazione dai lobi secondari è quindi necessario che il transponder discrimini se l'interrogazione è dal lobo principale o dai lobi secondari. A questo scopo il radar secondario emette, per il tramite di un "fascio di controllo", un impulso P2 a 2 µs di ritardo da P1, in maniera quasi omnidirezionale. Un'antenna omnidirezionale ha guadagno circa unitario in ogni direzione, per cui l'ampiezza dell'impulso P2 è molto minore di P1 sul fascio principale, ma comunque maggiore dell'ampiezza di P1 sui lobi secondari. Secondo le norme ICAO il transponder non deve rispondere se P2>P1, deve rispondere se P1>P2+9dB. La zona grigia di 9 dB non è normata ma dipende dalle specifiche del singolo apparato. In pratica, i lobi secondari coprono solo una zona angolare limitata per cui il pattern d'antenna del fascio di controllo non è omnidirezionale ma limitato all'apertura su cui sono presenti i lobi secondari.
La risposta avviene su una portante a 1 090 MHz, in un formato costituito da 13 impulsi potenziali compresi tra 2 parentesi, dette F1 e F2. Gli impulsi e le parentesi durano 0,45 µs, con intervalli tra la fine di un impulso e l'inizio del successivo di 1 µs. Può esserci anche un impulso speciale di riconoscimento SPI (Special Position Identification) dopo la F2 attivabile sul transponder su richiesta del controllo di traffico secondo una procedura conosciuta come IDENT. Le risposte usano solo 12 impulsi dei 13 possibili, con un impulso X sempre inutilizzato, presente perché in origine si era lasciato come potenziale modo per accrescere il numero di dati trasmissibili.
Se interrogato in Modo A la risposta è un codice dell'aereo. Essendoci dodici valori binari, i codici possibili sono 2^12=4 096 per una certa area geografica. Il codice dell'aeromobile è assegnato dall'ente ATC responsabile insieme al piano di volo.
Le risposte di Modo C comunicano la quota. La quota è quella letta dagli strumenti dell'aereo (quota barometrica), comunicata con 7 impulsi per le migliaia di piedi (da -1 000 a +21 000 piedi) e 4 impulsi per le centinaia di piedi. L'ente ATC può quindi conoscere la quota degli aeromobili tracciati sul radar secondario con una quantizzazione di 100 piedi. Attraverso la conoscenza della quota si può operare una separazione verticale più efficiente e aumentare la densità di traffico in una data area rispetto a quella possibile con un controllo procedurale o PSR.

## Le misure del radar secondario
Il radar secondario misura la distanza del bersaglio e la sua direzione in azimut, ovvero la sua posizione angolare nel piano orizzontale. La distanza del bersaglio è misurata attraverso il tempo che intercorre tra l'invio dell'interrogazione e la ricezione della risposta.
Tale tempo è la somma del tempo di percorrenza del segnale elettromagnetico a due vie e del tempo che intercorre tra la ricezione dell'interrogazione da parte del transponder e l'invio della risposta, che è di 50 µs:
{\displaystyle \Delta \left(T\right)={\frac {2R}{c}}+50\mathrm {\ \mu s} }
Per cui la distanza del bersaglio è:
{\displaystyle R={c \over 2}\left(\Delta T-50\mathrm {\ \mu s} \right)}
Per quanto riguarda la precisione di tale misura essa dipende dall'accuratezza con cui si riesce a stimare il massimo dell'intensità dell'impulso di ritorno.
Per quanto riguarda l'accuratezza della stima in azimut si tenga conto che il fascio d'antenna d'un radar secondario è di circa 2º e una stima con un errore di questa entità comporterebbe imprecisioni in distanza eccessive. Ad esempio per un aeromobile che si trovi a 200 km di distanza all'imprecisione di 2º, pari a circa 0,0349, corrisponderebbe un'imprecisione di:
{\displaystyle \delta (d)=0{,}0349\cdot R=6{,}98\mathrm {\ km} }
che è un valore inaccettabile per garantire una corretta gestione del traffico.
Poiché nel tempo durante il quale l'antenna è rivolta sul bersaglio vengono ricevuti più segnali, è possibile migliorare la precisione attraverso il calcolo di quell'angolo per il quale la potenza ricevuta è massima, corrispondente alla reale posizione del bersaglio. Poiché è sempre presente del rumore termico, anche questa stima è affetta da errore. Inoltre potrebbe accadere che il bersaglio non risponda a tutte le interrogazioni, peggiorando ancor più la stima per la presenza di un numero inferiore di punti.

## Il radar secondario di Modo S
Il radar secondario tradizionale è superato da un nuovo tipo di radar denominato radar secondario di modo selettivo. Questo radar consente di interrogare selettivamente o in all-call gli aeromobili mediante segnali radio di Modo S, risolvendo così problemi di fruits, fantasmi e garble.
Le informazioni trasferite con questo tipo di radar sono sequenze da 112 o 56 bit, che contengono istruzioni per il transponder, modo d'interrogazione e codice dell'aereo interrogato. È possibile utilizzare codici d'identità a 24 bit, leggere la quota con risoluzione di 25 piedi e trasferire informazioni di varia natura.
Questo radar nasce come risposta alla limitatezza di codici per aree a grande densità di traffico e come strumento per l'implementazione di strumenti ACAS (airborne collision avoidance system) attraverso il datalink con il controllo del traffico e la mutua interrogazione tra gli aerei vicini (raggio di 14 miglia nautiche).

## Regolamentazione
Come già specificato, vi sono vari tipi di transponder, da quelli che indicano solo il nominativo dell'aereo, a quelli che indicano anche la quota e altre informazioni. Oggi tutti gli aerei civili con l'eccezione degli alianti devono essere dotati di transponder in Modo A e C, cioè che indica posizione e quota.
Con questo tipo di radar, gli aerei possono essere guidati negli avvicinamenti strumentali, come in caso di scarsa visibilità, e gli enti di controllo possono conoscere la posizione di tutti gli aerei in volo per garantirne l'eventuale separazione dove prevista, o perlomeno per dare consigli e informazioni di sicurezza del volo.

## Transponder
A bordo dell'aereo è presente il transponder, che per il pilota è semplicemente un dispositivo su cui possono essere inserite 4 cifre, da cui dipende il segnale inviato al radar SSR. In Europa, quando il volo è svolto secondo le regole del volo a vista (VFR), se non diversamente richiesto dall'ente di controllo con cui il pilota è in contatto, è buona norma inserire il numero 7000 tenendo comunque il transponder attivo. In questo modo l'aereo rimane comunque visibile al controllore del traffico aereo e a eventuali altri aerei che utilizzino sistemi anticollisione basati sul rilevamento del segnale transponder. In caso di particolari esigenze, il controllore di volo può chiedere di premere un pulsante detto ident, che fa mandare un impulso lampeggiante (corrispondente all'impulso SPI Special Identification Pulse già citato), per una migliore identificazione sul monitor del radar a terra, oppure può chiedere al pilota di inserire un particolare numero per consentirgli di essere guidato verso l'atterraggio.
Esistono dei codici da inserire sul transponder per comunicare una particolare condizione:
7500 = Atti illegali a bordo (dirottamento, atti terroristici, ecc.)
7600 = Avaria radio
7700 = Emergenza